# مصرف البحرين المركزي
مصرف البحرين المركزي هي المؤسسة المسؤولة عن التنظيم والإشراف على كامل القطاع المالي في البحرين. تم إنشاء مصرف البحرين المركزي في أيلول / سبتمبر 2006، ليخلف مؤسسة نقد البحرين التي كانت سابقا تقوم بدور السلطة التنظيمية الوحيدة عن القطاع المالي في البحرين.
و تشمل مهام المصرف الترخيص والإشراف على المصارف (التقليدية والإسلامية)، ومزودي خدمات التأمين (بما في ذلك شركات التأمين والسماسرة)، ترخيص لأعمال الاستثمار (بما في ذلك شركات الاستثمار، وبورصة البحرين للأوراق المالية ووسطاء وسماسرة المال ومستشاري الاستثمار)، وغيرها من مزودي الخدمات المالية (بما في ذلك الصيارفة ومكاتب تمثيلية وشركات التمويل ومقدمي الخدمات الإضافية).

## الهيكل التنظيمي
يتكون مجلس إدارة البنك من
- السيد / قاسم محمد فخرو رئيسا
- السيد / حميد سلمان الصيرفي نائب رئيس مجلس الإدارة

و عضوية كل من:
- السيد رشيد محمد المعراج
- السيد يوسف عبد الله حمود
- الدكتور زكريا هجرس
- السيد محمد حسين يتيم
- الشيخ محمد بن خليفة بن أحمد آل خليفة

### الإدارة
و تتكون إدارة البنك العليا من:
- السيد رشيد محمد المعراج محافظ البنك

المديرين التنفيذيين
- السيد خالد حمد عبد الرحمن حمد المدير التنفيذي—للرقابة المصرفية
- سلمان بن عيسى آل خليفة المدير التنفيذي—العمليات المصرفية
- السيد عبد الرحمن محمد الباكر المدير التنفيذي—مراقبة المؤسسات المالية
- الدكتورة هدى حسين المسقطي المدير التنفيذي—خدمات الشركات

الإدارة
- السيد خليفة يوسف الجودر مدير—مديرية الحسابات
- السيد أحمد عبد العزيز البسام مدير—إدارة التراخيص والسياسات
- السيد أحمد جاسم مدير—مديرية الامتثال
- السيد أحمد محمد بوحجي مدير—مديرية الخدمات المصرفية
- السيد يوسف راشد آل فاضل مدير—إدارة تقنية المعلومات
- السيد خليل جعفر حمد مدير مدير التفتيش
- السيد محمد عبد الكريم مدير مدير الاستقرار المالي
- السيدة عائشة عبد الله نور الدين مدير—إدارة الموارد البشرية والمديرية
- السيد عيسى آل معتوق مدير مديرية رقابة المصرفية بالجملة
- السيد نادر المنديل مدير—مديرية رقابة على التأمين
- السيد حسين علي شرف مدير—مديرية المؤسسات المالية الإسلامية
- السيد أحمد عيسى مدير إدارة الاحتياطي
- السيد محمد أيمن التاجر مدير—مديرية الرقابة على المؤسسات المالية
- السيد علي سلمان ثامر مدير—إدارة مراقبة الأسواق المالية
- السيد يوسف حسن يعقوب يوسف مدير—مديرية مراقبة مصارف قطاع التجزئة
- السيد فريد جاسم زيبارى مدير—إصدار العملة المديرية

المستشارين
- السيد أبايومي مستشار—الاستقرار المالي
- السيد ريتشارد إليس مستشار—الإشراف المصرفي
- السيد فريمان اشلي المستشار العام / رئيس الوحدة القانونية
- السيد بيلي موليسون مستشار—القطاع المصرفي
- السيدة جوهان سي بريفوست مستشار—تنظيم التأمين
- السيد س. رافيندران مستشار—مؤسسات سوق (أسواق رأس المال)
- السيد توريستس سيلفونين مستشار—العمليات المصرفية
- الدكتور مايكل ووكر تايلور مستشار لمعالي المحافظ
- السيد ليام ريتشارد غيبون مستشار—أسواق رأس المال
- السيد ديفيد شو مستشار—الموارد البشرية

## وصلات خارجية
- موقع مصرف البحرين المركزي